# Усадьба Шабельских (Семибалки)
Усадьба Шабельских, также известна как Дом Туркиных — усадьба в селе Семибалки Азовского района Ростовской области России. Вначале владельцами усадьбы были несколько поколений помещиков Шабельских, затем поместье арендовал Владимир Михайлович Туркин.

## История
Павел Васильевич Шабельский купил село Семибалки и некоторую часть земель Черкасовой пустоши у наследников их предыдущего владельца — Маргарита Мануиловича Блазо. После Павла Васильевича, усадьба перешла в распоряжение его сына Катона Павловича. В 1829—1830 годах новый владелец поселил на этих территориях 200 крестьян, которые происходили из деревни Ушаковка Орловской области. Катон Шабельский был крупным землевладельцем — ему принадлежало 17 807 десятин земли на территории сел Ново-Маргаритовка, Семибалки, Шабельск и Порт-Катон. В 1860-х годах у имения был уже другой владелец, его сын — Николай Катонович Шабельский. Он привез в деревню из другого своего имения 13 семей, которые раньше проживали в Харьковской губернии. Примерно во второй половине XIX века был построен барский дом. О развитии и внешнем виде усадьбы помещика Шабельского в конце XIX века была опубликована заметка в «Таганрогском вестнике», в которой говорилось, что в селе Семибалки широкие улицы, опрятные дома, а усадьба помещика Шабельского отличается сдержанным стилем и причудливыми постройками. В это время сам владелец практически не жил в усадьбе. Когда имение стало собственностью Павла Николаевича Шабельского, управляющим был назначен Владимир Михайлович Туркин.
Он занимался делами усадьбы и обеспечивал заработком крестьян: рыбный завод Туркина предоставлял рыбакам снасти в обмен на рыбу, при этом улов, сделанный в зимнее время, крестьяне могли оставить себе. Известно, что после 1912 года Туркин построил в Семибалках двухклассное училище. Женился он на прислужнице, крестьянке Анне Сердюк, в 1920-х годах у супругов родился сын. В 1924 семью Туркиных раскулачили и отправили в ссылку. Хозяйственные постройки и церковь были уничтожены, но дом, в котором жил помещик — сохранился, и часто его называли не домом Шабельского, а домом Туркина. До 1956 года в нём проходили богослужения, затем он был складом и конторой. В XXI веке вблизи дома Туркина растут тополя, сам фасад выкрашен в кремовый цвет.

## Описание
Территория усадьбы спланирована таким образом, что главный дом был расположен спиной к саду. Напротив фасада дома располагались кухонные помещения. Одно из них предназначалось для выпекания белого хлеба, второе — для выпекания чёрного хлеба. В состав усадьбы входили конюшни, сараи для сельскохозяйственных животных, скотные базы, каретники. Было два хлебных амбара и усадьба управляющего, некоторые из этих построек располагались вблизи современного дома культуры. Фасад дома создан с двухъярусной галереей, которая разделяется столбцами-колоннами, к ней примыкает полукруглая крыша. Парадное крыльцо — трехступенчатое. По воспоминаниям старожилов, внутреннее убранство дома во времена проживания в нём Туркина и его семьи, было достаточно скромным.